# Valheim
Valheim (укр. Вальгейм) — відеогра 2021 року в жанрі симулятора виживання в відкритому світі, розроблювана шведською компанією Iron Gate і видана компанією Coffee Stain. Гра в стадії раннього доступу вийшла на платформі Steam 2 лютого 2021 року.
На початку гри велетенський птах приносить героя-вікінга, обраного богом Одіном для особливого завдання, в ліси світу під назвою Вальгайм. Ворон Одіна, Гуґін, повідомляє героєві, що той повинен знайти й побороти надприродних повсталі проти Одіна сили, для чого йому належить досліджувати світ і майструвати зброю зі спорядженням.

## Ігровий процес
Гравцям належить досліджувати фентезійний світ Вальгайм, виконаний у стилістиці скандинавської міфології та культури вікінгів. Світ для кожного гравця створюється окремо (процедурна генерація), тож географія Вальгайму ніколи не повторюється. На відміну від ігор на зразок Minecraft, що не пропонують гравцеві взагалі ніяких конкретних цілей, Valheim спрямовує гравців крізь серію завдань; на відміну від ігор на зразок The Legend of Zelda, де такі передбачають відвідування певних «підземель» з пастками, ворогами та босами, Valheim використовує весь свій відкритий світ як величезне «підземелля» з випадковими подіями. Початкові параметри світу визначаються кодом; можна ввести код уже відомого іншим гравцям світу і почати гру в ньому.
На початку пропонується обрати ім'я, стать персонажа, відтінок шкіри та зачіску. Герой починає гру з порожніми руками — він повинен власноруч добути дерево і камінь, виготовити першу примітивну зброю і збудувати укриття з огорожею; щоб отримати доступ до складнішої зброї та інструментів, необхідно змайструвати верстак і шукати рідкісні матеріали. Наприклад, виготовивши кістяне кайло, герой потім може створити бронзову та залізну, щоб добути срібло чи обсидіан, необхідні для подолання сильних ворогів. Для вирощування рослин необхідні граблі, для будівництва — молоток і цвяхи тощо. Зброя включає довбні, ножі, мечі, сокири, списи, глефи, луки зі стрілами, що майструються з добутих у різних частинах світу складників. Героєві також корисно мати щит і броню, що складається з кількох предметів одягу.
Гравцеві потрібно стежити за станом героя — щоб вистояти в битві з сильним ворогом, вікінг повинен добре виспатися та поїсти; на відміну від багатьох подібних ігор, голод не призводить до смерті персонажа, але накладає штрафи на характеристики. За раз можна спожити тільки один вид їжі, що дає тимчасовий бонус. Це може бути їжа, добута як полюванням, так і фермерством, і приготована за певним рецептом. Що довше герой займається якоюсь справою, то більше вдосконалюється його вміння. Так, що більше він б'ється мечем, то сильнішими стають його атаки цією зброєю, якщо багато бігає, то витрачатиме на біг менше витривалості тощо.
Ігровий світ містить озера, річки і моря — щоб перетинати їх і просто швидко пересуватися з одного місця в інше, гравець повинен збудувати човен. Деякі зони в грі вимагають особливої підготовки — наприклад, в них може міститися отрута або панувати мороз, і просте відвідування цих зон вимагає попередньої підготовки і створення відповідних предметів для захисту. Коли вікінг гине, на місці його смерті лишається могильний камінь з усіма його речами. Сам герой після цього воскресає і діставшись до могильного каменя, отримає свої речі назад. Якщо він загине дорогою, речі зникнуть назавжди. Кожна смерть вікінга трохи погіршує його вміння.
У різних місцевостях розташовані рунічні камені, на яких містяться вказівки як прикликати босів — надприродних істот, знищення яких і є метою гри. Коли виконано ритуал призову істоти, вона з'являється в одному з кількох можливих місць. Знищивши боса, герой отримує одну з його магічних сил і особливу зброю зі спорядженням. Магічна сила полягає в тимчасовому зростанні ефективності якогось заняття. Наприклад, герой стає витриваліший, або швидше рубає дерева. Магічна сила потім повинна певний час «перезарядитися».

## Розробка
Valheim створена шведською компанією Iron Gate Studio, що складається лише з п'яти людей. За словами одного із засновників студії Хенріка Тьорнквіста, ключовим джерелом натхнення для гри стала The Legend of Zelda: Breath of the Wild — як в частині візуального стилю, так і в частині механік гри, побудованих на фізичних взаємодіях. Тьорнквіст також вказував на The Elder Scrolls V: Skyrim і кооперативні ігри з елементами виживання, такі, як Terraria. Спочатку Valheim була власним проєктом іншого засновника студії, Річарда Свенссона, який працював над нею в свій вільний час в кінці 2018 року — тему вікінгів він вибрав просто тому, що вона була в той час популярною в іграх. Тьорнквіст приєднався до нього в середині 2019 року. У 2020 році вони уклали договір з видавничою компанією Coffee Stain, яка вже мала великий досвід роботи з кооперативними іграми, як Satisfactory або Deep Rock Galactic. Себастьян Баділак, виконавчий продюсер Coffee Stain, був старим другом Тьорнквіста; Баділак відзначав, що шукав перспективні проєкти в найближчому оточенні, і Valheim виявилася саме тим, що треба — «багатообіцяючою і дуже затишною кооперативною грою». Протягом 2021 року розробники планують випустити чотири великих оновлення: Hearth & Home має поглибити будівництво поселень, Cult of the Wolf — сюжет і битви, Ships and the Sea — будівництво кораблів і дослідження моря, Mistlands — додати в гру новий біом Туманні землі.

## Українська локалізація
Агенція ігрового перекладу UnlocTeam одразу з виходом гри почала роботу над офіційною українською локалізацією, яку додали в гру з оновленням від 25.02.2021. Українізація доповнень йтиме разом із розробкою. Окрім самого перекладу, UnlocTeam також підготували кириличні літери для 8 шрифтів гри.

## Огляди
Оглядач Ars Technica Сем Мачковеч називав гру «симулятором виживання, зробленим людьми, які по-справжньому люблять симулятори виживання — але зовсім не обов'язково люблять властиву жанру рутину». Ліна Гейфер з IGN в огляді ранньої версії гри відзначала, що гра не цілком позбавлена від грінду, але те, що в ній є доброго, вже дуже добре — особливо морські плавання і битви.

## Продажі
Вже через кілька днів після релізу в ранньому доступі було продано більше мільйона копій гри. Поріг в три мільйони проданих копій гра подолала за 16 днів, побивши таким чином історичні рекорди ігор Monster Hunter: World і Grand Theft Auto V. А на початку березня 2021 року продажі досягнули 5,7 млн.